# Wahlen zum Repräsentantenhaus der Vereinigten Staaten 2004
Die Wahlen zum Repräsentantenhaus der Vereinigten Staaten 2004 fanden am 2. November dieses Jahres, also am Ende der ersten Amtsperiode von Präsident George W. Bush, statt. Am selben Tag wurden auch die Wahlen zur Präsidentschaft, die Senatswahlen und in einigen Staaten auch Gouverneurswahlen durchgeführt. Die Republikanische Partei konnte ihr gutes Ergebnis von 2002 behaupten. Sie verlor nur minimal an Stimmenanteil, konnte auf Wahlkreisebene sogar drei Mandate hinzugewinnen und damit ihre absolute Sitzmehrheit im Repräsentantenhaus noch etwas ausbauen. Die Demokraten verloren trotz leichter prozentualer Wählerstimmengewinne, bedingt durch das Mehrheitswahlrecht, zwei Mandate. Als einziger parteiungebundener Kandidat war erneut Bernie Sanders in Vermont erfolgreich und konnte seinen Distrikt mit 67,4 % der Wählerstimmen behaupten.
Der vorangegangene Wahlkampf war durch außenpolitische Themen dominiert. Wie bei den Wahlen zwei Jahre zuvor spielte der Krieg gegen den Terrorismus (War on Terror) eine große Rolle. Von größter Bedeutung war der Irakkrieg 2003 mit der darauf folgenden Besetzung des Landes. Die Debatten um die Irak-Politik polarisierten die Wählerschaft.
Der Republikaner Dennis Hastert aus Illinois blieb Speaker des Repräsentantenhauses. Abgewählt wurden die Abgeordneten Max Burns (Georgia/R), Phil Crane (Illinois/R), Baron Hill (Indiana/D), Max Sandlin und Martin Frost (beide Texas/D).

## Die Wahlergebnisse
| Parteien                                          | Parteien               | Sitze | Sitze | Sitze | Sitze   | Stimmen     | Stimmen | Stimmen  |
| ------------------------------------------------- | ---------------------- | ----- | ----- | ----- | ------- | ----------- | ------- | -------- |
| Parteien                                          | Parteien               | 20021 | 2004  | +/−   | Stärke  | Stimmen     | %       | Änderung |
|                                                   | Republikaner           | 229   | 232   | +3    | 53,3 %  | 55.713.412  | 49,2 %  | −0,4 %   |
|                                                   | Demokraten             | 204   | 202   | −2    | 46,4 %  | 52.745.121  | 46,6 %  | +1,6 %   |
|                                                   | Unabhängige            | 1     | 1     | ±0    | 0,2 %   | 674.202     | 0,6 %   | +0,2 %   |
|                                                   | Libertarian Party      | –     | –     | –     | –       | 1.040.465   | 0,9 %   | −0,5 %   |
|                                                   | Green Party            | –     | –     | –     | –       | 331.298     | 0,3 %   | −0,1 %   |
|                                                   | Independence Party     | –     | –     | –     | –       | 246.070     | 0,2 %   | ±0,0 %   |
|                                                   | Working Families Party | –     | –     | –     | –       | 145,979     | 0,1 %   | –        |
|                                                   | Constitution Party     | –     | –     | –     | –       | 132.613     | 0,1 %   | ±0,0 %   |
|                                                   | Reform Party           | –     | –     | –     | –       | 85.539      | 0,1 %   | +0,1 %   |
|                                                   | Andere Parteien        | –     | –     | –     | –       | 2.063.606   | 1,8 %   | −0,8 %   |
| Gesamt                                            | Gesamt                 | 434   | 435   | +1    | 100,0 % | 113.192.286 | 100,0 % | –        |
| Quelle: Election Statistics - Office of the Clerk |                        |       |       |       |         |             |         |          |

1 Sitz vakant aufgrund des Todes von Patsy Mink (D-Hawaii)